# سوريا الدولية للإنتاج الفني
سوريا الدولية للإنتاج الفني شركة إنتاج فني سورية مملوكة لرجل الأعمال السوري محمد حمشو. قدمت أول أعمالها في عام 1999 وكان هو مسلسل الفوارس ثم توالت إنتاجاتها التي تميزت برفد الدراما السورية والعربية عموما برصيد كبير من الأعمال الاجتماعية والتلفزيونية.

## إنتاجها التلفزيوني
| سنة الإنتاج | العمل |
| ----------- | --- |
| 1999        | الفوارس، إخراج: محمد عزيزية |
| 2000        | الزير سالم، إخراج: حاتم علي |
| 2001        | صلاح الدين، إخراج: حاتم علي بقعة ضوء، إخراج: الليث حجو ألو جميل ألو هناء، إخراج محمد شيخ نجيب                                                               |
| 2002        | صقر قريش، إخراج: حاتم علي بقعة ضوء 2، إخراج: الليث حجو |
| 2003        | ربيع قرطبة، إخراج: حاتم علي بقعة ضوء 3، إخراج: ناجي طعمي - فراس دهني قانون ولكن، إخراج: رشا شربتجي ذكريات الزمن القادم، إخراج: هيثم حقي                     |
| 2004        | التغريبة الفلسطينية، إخراج: حاتم علي بقعة ضوء 4، إخراج: الليث حجو أحلام كبيرة، إخراج: حاتم علي عشتار، إخراج: ناجي طعمي                                      |
| 2005        | عصي الدمع، إخراج: حاتم علي بقعة ضوء 5، إخراج: هشام شربتجي ملوك الطوائف، إخراج: حاتم علي كل شي ماشي، إخراج: سالم الكردي                                      |
| 2006        | مشاريع صغيرة، إخراج: المثنى صبح على طول الأيام، إخراج: حاتم علي                                                                                             |
| 2007        | على حافة الهاوية، إخراج: المثنى صبح رسائل الحب والحرب، إخراج: باسل الخطيب                                                                                   |
| 2008        | أهل الراية، إخراج: علاء الدين كوكش ليس سراباً، إخراج المثنى صبح بقعة ضوء 6، إخراج: سامر برقاوي                                                               |
| 2009        | الدوامة، إخراج: المثنى صبح قلبي معكم، إخراج: سامر برقاوي عن الخوف والعزلة، إخراج: سيف الدين سبيعي                                                           |
| 2010        | أهل الراية ج2، إخراج: سيف الدين سبيعي بقعة ضوء 7، إخراج: ناجي طعمي الصندوق الأسود، إخراج: سيف الشيخ نجيب                                                    |
| 2011        | جلسات نسائية، إخراج: المثنى صبح يوميات مدير عام 2، إخراج: زهير قنوع الخربة، إخراج: الليث حجو طالع الفضة، إخراج: سيف الدين سبيعي بقعة ضوء 8، إخراج: عامر فهد |
| 2012        | رفة عين، إخراج: المثنى صبح بقعة ضوء 9، إخراج: عامر فهد سيت كاز، إخراج: زهير قنوع                                                                            |

## إنتاجها السينمائي
- فيلم العشاق (فيلم روائي طويل)، إنتاج عام 2004، إخراج حاتم علي.
- فيلم مرة أخرى (فيلم روائي طويل)، إنتاج عام 2009، إخراج جود سعيد.

## مواقع خارجية
- موقع الشركة على الإنترنت